# TVグラフィックおしゃべりトマト
TVグラフィックおしゃべりトマト（テレビグラフィックおしゃべりトマト）は、テレビ神奈川（TVK、現tvk）で1983年4月4日（月）から1995年9月29日（金）まで放送された生放送のワイド番組である。土日、年末年始、夏の高校野球神奈川大会放送時は放送休止。通称・愛称・略称は「おしゃトマ」。

## 概要
1981年の「スタジオ・きょう」終了後、途絶えていた昼の生ワイドショーをおよそ2年ぶりに復活させたものがこの番組である。当初は司会（VJ…ビデオジョッキー）を局アナとし、曲を流したり、ハガキを読んだりといったラジオスタイルを採る。スタジオは「スタジオ・きょう」開始時に改修された旧放送センターの第2スタジオで、カメラはリモコン操作、スタジオスタッフはAD1名、ゲストへのお茶出しはVJが行うという徹底したコストダウン番組だった。
番組後半は当時珍しいビデオクリップをただ流すのみのコーナー「トマト・パーティー」。ただし、番組スタート時に音声多重放送が行われていなかったためか、番組終了までモノラル放送であった。
なお、1983年の8月最終週は9月1日の防災の日にちなみ、「トマト・パーティー」を休止して関東大震災や新潟地震など、過去に発生した大規模災害の記録映像を放送した。
中期までバラエティ色が深い構成だったが、1992年から構成を大幅変更し、コメンテーターを迎え、生活番組色が濃くなった。番組末期において若干の軌道修正を行った。

## 放送時間

### 1983年4月4日（月）〜1985年9月
12:00〜15:00（14:00〜15:00は「トマト・パーティー」）※音声多重実施後も、トマト・パーティーはモノラル放送だった。

### 1985年10月〜1995年9月29日（金）
12:30〜15:00（14:30〜15:00は「トマト・パーティー」）※音声多重実施後も、トマト・パーティーはモノラル放送だった。
12:30〜15:40（15:10〜15:40は「トマト・パーティー」、1990年代の金曜日のみ）※音声多重実施後も、トマト・パーティーはモノラル放送だった。

## 出演者
●はtvkアナウンサー。

### MC
| 期間    | 期間   | 月                 | 火                    | 水                             | 木                     | 金                 |
| ------- | ------ | ------------------ | --------------------- | ------------------------------ | ---------------------- | ------------------ |
| 1983.4  | 1984.3 | 岡村光芳● 平江由美 | 原良枝● 大内和美      | 森田浩康● 日替わりアシスタント | 鎗田圭子●              | 豊川浩● 大津びわ子 |
| 1984.4  | 1985.3 | 森田浩康● 平江由美 | 鎗田圭子● 大内和美    | 岡村光芳● 日替わりアシスタント | 原良枝●                | 豊川浩● 大津びわ子 |
| 1985.4  | 1986.9 | 森田浩康●          | 鎗田圭子●             | 岡村光芳●                      | 原良枝●                | 豊川浩●            |
| 1986.10 | 1988.3 | 石渡のり子         | 鎗田圭子●             | 若林真弓 柿沢美貴              | 原良枝●                | 西本淑子           |
| 1988.4  | 1989.3 |                    |                       |                                |                        | 若林真弓 柿沢美貴  |
| 1989.4  | 1990.3 |                    | 代田奈津子 金原亭駒平 |                                |                        |                    |
| 1990.4  | ?      |                    | 代田奈津子 田上ひろし |                                | 鎗田圭子● ダミアン福原 |                    |
| 1995.4  | 1995.9 |                    |                       |                                |                        | 小池達子 小西雅子  |

- 鈴木美恵子（元・テレビ東京アナウンサー）
- 山藤芳子（元・中京テレビアナウンサー）
- 永田耕一（スーパー・エキセントリック・シアター）
- 中野明子
- アンソニー修
- 青嶋達也（現・フジテレビアナウンサー）
- 吉井祥博（現・tvkアナウンサー）
- 芝尚子（？〜1995.3）
- たかとりじゅん（元・福島中央テレビアナウンサー、芝の後任、1995.4〜1995.9）
- 河野宏子（鎗田の後任）
- 鈴木美佳（新潟総合テレビアナウンサー→TVKアナウンサー）
- 太田英明（文化放送アナウンサー）[2]
- 佳山容子
- 麻生あゆみ（95年、京浜急行キャンペーンガールとして月1回金曜に京急関連の情報を伝える）

### コーナー担当
- 斉藤洋美（映画コーナー）
- 坂本紅子（映画コーナー）

### コメンテーター
※1992年の生活情報番組へのリニューアルとともに登場するも、番組の軌道修正に伴い1993年で降板した。
- 西丸與一（横浜市立大学医学部名誉教授・医師、tvk番組審議委員長）
- 大橋弘（元毎日新聞社記者、中部大学教授）

## エピソード
- 番組のテーマ曲は、既存の楽曲（フュージョンやインストゥルメンタル）[3]が使われることもあったが、番組オリジナル曲を使用することもあり、ブレッド&バターの「FINE LINE」が初代テーマ曲として書き下ろされた[4]他、1989年に当時のレギュラー出演者であった金原亭駒平がインストゥルメンタルのテーマ曲を作っている。こちらは番組最終回のオープニングでもテーマ曲として使用された。
- 番組で使用されたフリップは、そのほぼすべてを美術担当へ発注などせず、番組スタッフが自作していたという。またテロップは写植で作られたものを使用していたが、1990年以降は文字発生機による電子テロップを部分的に使用していた。
- 現在tvkアナウンサーの吉井祥博は早稲田大学放送研究会所属時にこの番組に出演している。また、フジテレビアナウンサーの福原直英、青嶋達也の両名も大学生時代に曜日レギュラー（パートナーやアシスタントなど）として、この番組に出演していた期間がある。
- 京浜急行電鉄（京急）の提供コーナーであった「京急情報ステーション」は番組放送開始から放送終了まで長きにわたって続いたコーナーで、当時京急が集客や沿線PRなどを目的に毎年採用していたキャンペーンガールも適宜（基本的にVTRで）出演しており、滝本尚美、三井ゆり、北原歩などは就任当時、スタジオに生出演することもあった。

### 番組最終回
- 最終回当日は八景島から中継を行い、スタジオとの二元中継によるファイナル企画を放送。八景島には歴代司会者やレギュラー出演者が集合し、過去の放送映像や昔の番宣CMのVTR（初代のVJのもの）、台本なども紹介しながらの「同窓会的企画」が中心であった。
- 八景島での中継進行を担当したのは、その時点で既にフジテレビでアナウンサーとして活躍していた福原直英。自己紹介の際には「この日のためにフジテレビから有休を取りました」「今日ばかりはTVKを踏み台にしたと言われてもかまいません」と挨拶。
- 担当期間が最長であった鎗田圭子は妊娠中のため、生出演が叶わずVTR[5]での出演となった。